# Hans von Arnim (filolog)
Hans von Arnim, född den 14 september 1859 i Gerswalde, Uckermark, död den 26 maj 1931, var en tysk klassisk filolog.
Arnim blev professor i Rostock 1892, i Wien 1900, i Frankfurt am Main 1914 och åter i Wien 1921. Arnim inlade stora förtjänster om den antika filosofins historia, bland annat genom en textutgåva av Dion från Prusas skrifter (2 band, 1893–1896), åtföljd av Lebens und Werke des Dio von Prusa (1898), och den mönstergilla samlingen Stoicorum veterum fragmenta (3 band, 1903–1905, indexband av Maximilian Adler 1924). Arnims skrift om Platon, Platons Jugenddialoge und die Entstehungszeit des Phadrios (1914) kom att bli av grundläggande betydelse för Platonkronologin. Vidare lämnade Arnim en rad viktiga bidrag till den sokratiska frågan och Aristotelesforskningen. Arnim, som även var en utmärkt kännare av det antika dramat, utgav bland annat Euripides' Medea (2:a upplagan 1886) och Zwölf Tragödien des Euripides (2 band, 1931).